# 宜山金線魮
宜山金線魮，又稱宜山金線䰾（学名：Sinocyclocheilus yishanensis）为輻鰭魚綱鯉形目鲤科金線魮屬的其中一種。分布於亞洲中國廣西壯族自治區宜州市里洞水庫、同德鄉淡水流域，本魚體延長且側扁，口端位，吻端背部中央具一突起，具觸鬚2對，眼大，側線明顯體被鱗片，背鰭鰭條7枚，鰭條末端變硬，體色淺灰色，無明顯斑紋，體長可達18.3公分，棲息在底中層水域，生活習性不明，可做為食用魚。

## 扩展阅读
維基物種上的相關：宜山金線魮